# Retroflexní souhláska
Retroflexní (též cerebrální) souhláska (někdy retroflexa, cerebrála) je zvuk, který je při řeči tvořen prohnutím jazyka a obrácením jeho špičky směrem k tvrdému (přednímu) patru nebo zadní části dásňového oblouku.
Důležitým rysem je to, že o tvrdé patro se jazyk opírá špičkou, na rozdíl od souhlásek předopatrových, např. c, kde se jazyk o patro opírá hřbetem.
Retroflexní souhlásky se v češtině nevyskytují. Jako retroflexní se někdy označuje výslovnost hlásek ž, š, č, dž ve slovenštině, tyto hlásky jsou v češtině postalveolární.
Typické jsou retroflexní souhlásky pro indické jazyky, a to jak indoárijské, tak drávidské. Ve většině těchto jazyků existují dvě řady ražených souhlásek t – th – d – dh – n: jedna zubodásňová (s výslovností podobnou jako v češtině) a jedna retroflexní.
Alternativní název cerebrální (doslova „mozkové“) souhlásky vznikl až příliš doslovným překladem ze sanskrtu, kde se tyto souhlásky nazývají múrdhánja. To je odvozeno od slova múrdhán, což znamená „hlava, lebka“, ale také „horní část, vrchol“. Vhodnějším překladem by tedy byly hlásky horní nebo vrcholové.
Pojmy cerebrální a retroflexní se nekryjí úplně stoprocentně. U cerebrálních hlásek totiž není vždy kladen důraz na to, že jazyk se o patro opírá špičkou. V drávidských jazycích, kde je cerebrální výslovnost obzvláště výrazná, se navíc objevuje i cerebrální r a l, při nichž se jazyk celou šíří obrací vzhůru proti rozhraní tvrdého a měkkého patra.
Ve fonetické transkripci se cerebrální souhlásky často vyznačují tečkou pod písmenem pro odpovídající zubodásňovou souhlásku: ṭ – ṭh – ḍ – ḍh – ṇ. Mezinárodní transkripce IPA používá znaky ʈ, ɖ, ɳ, ɭ, zde tedy ʈ – ʈh – ɖ – ɖh – ɳ.